# Przytulanka
Przytulanka – wieś w Polsce położona w województwie podlaskim, w powiecie monieckim w gminie Mońki.
Wierni kościoła rzymskokatolickiego należą do parafii św. Brata Alberta Chmielowskiego w Mońkach.

## Historia
Najwcześniejsze pisane wzmianki dotyczące Przytulanki pochodzą z 1494 r. i 1496 r., gdy wieś i okolice należały do Wielkiego Księstwa Litewskiego.
Pierwsza ze wzmianek dotyczy nadania królewskiego z dnia 22 lutego 1494 r., kiedy to Aleksander Jagiellończyk nadał Andrzejowi Niewiarowiczowi wójtostwo boguszewskie we włości goniądzkiej, na które składały się trzy wsie: Niewiarowo, Trzcianne i właśnie Przytulanka. Druga wzmianka, to również nadanie królewskie z 2 maja 1496 r., w którym Aleksander Jagiellończyk nadaje kościołowi w Trzciannem czynsz zwany meszne, tym samym zapewniając probostwu w Trzciannem stałe dochody. Mieli go płacić zarówno katolicy (Polacy i Litwini) oraz prawosławni (Rusini) z okolicznych miejscowości. Z tego obowiązku wyłączeni jednak zostali Rusini ze wsi Przytulanka i Boguszewo.
W 1505 Maciej Potocki nabył od kniazia Michała Glińskiego wieś Przytulankę na Podlasiu.
W 1795 roku Przytulanka była wsią królewską w starostwie knyszyńskim w ziemi bielskiej województwa podlaskiego.
W latach 1861–1915 istniała gmina Przytulanka. 
W latach 1975–1998 miejscowość położona była w województwie białostockim.

## Inne
Przytulanka jest największą wsią gminy Mońki. Liczy 380 mieszkańców, większość z nich utrzymuje się z rolnictwa.